# Naticarius stercusmuscarum
Naticarius stercusmuscarum (Gmelin, 1791) è un mollusco gasteropode marino appartenente alla famiglia Naticidae.

## Descrizione

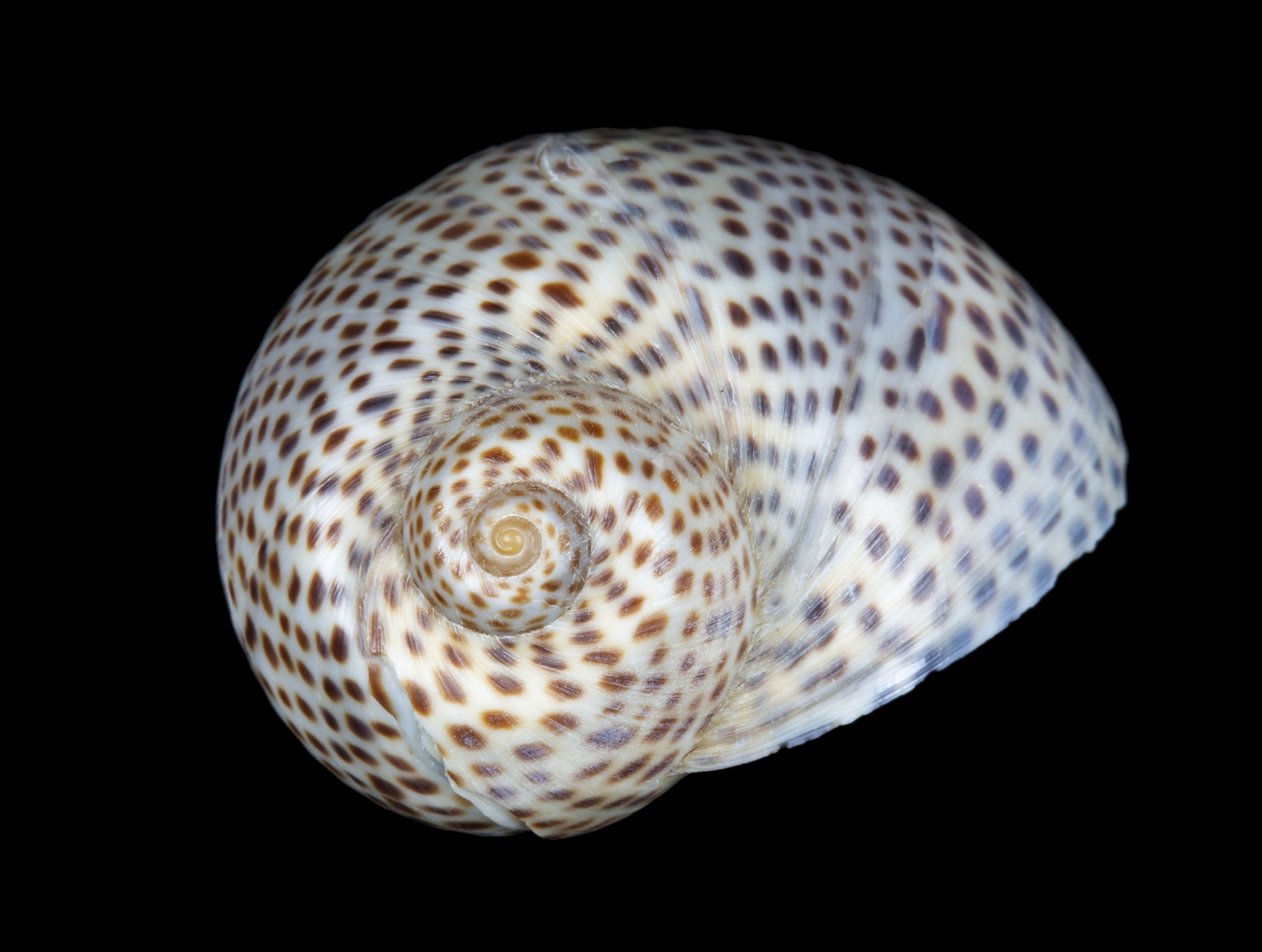
Naticarius stercusmuscarum

La conchiglia ha un aspetto globoso, l'apertura è di forma semicircolare, lievemente allungata verso il margine superiore.
Il colore di fondo è biancastro con punteggiature rosso-violacee numerose e regolari.
L'opercolo è calcareo e di colore bianco-crema.

## Distribuzione e habitat
Questa è una specie molto comune nel Mar Mediterraneo in fondali sabbiosi.

## Biologia

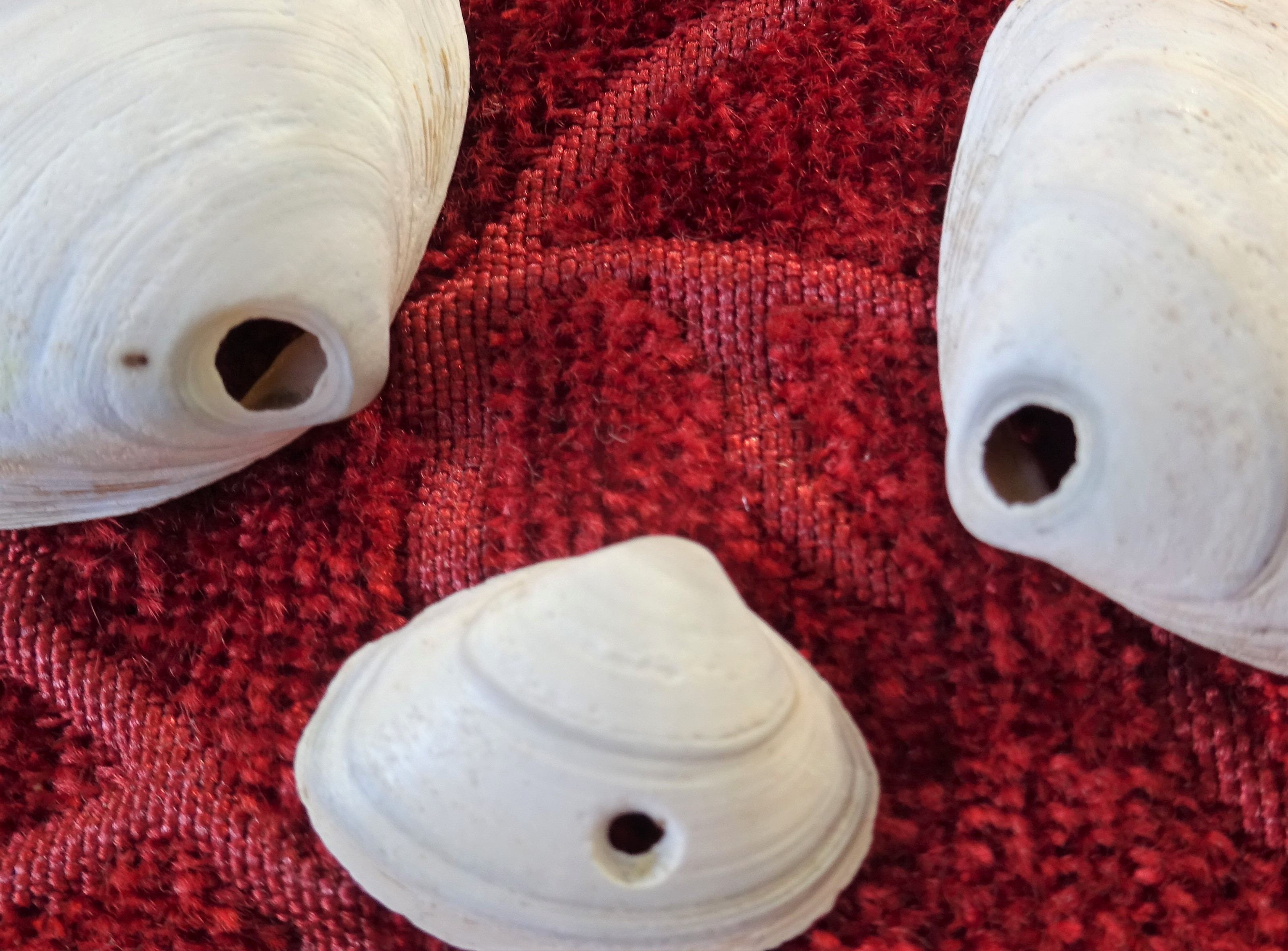
Fori in conchiglie (Spisula subtruncata) causati da Naticidae predatori

Come le altre specie del genere Naticarius è un gasteropode predatore e si nutre di altri molluschi forando le conchiglie con la radula e una secrezione acida. Una volta forata la conchiglia viene introdotta la proboscide, succhiando, nutrendosi, poi le parti molli delle carni, lasciando il caratteristico foro circolare che si trova spesso sulle conchiglie a riva causati da predatori simili.

## Specie simili
- Naticarius hebraeus che ha una punteggiatura diversa e meno uniforme.